# Liste von Persönlichkeiten aus Croglio
Diese Liste enthält in der Schweizer Gemeinde Croglio geborene Persönlichkeiten und solche, die in Croglio ihren Wirkungskreis hatten, ohne dort geboren zu sein. Die Liste erhebt keinen Anspruch auf Vollständigkeit.

## Persönlichkeiten
(Sortierung nach Geburtsjahr)

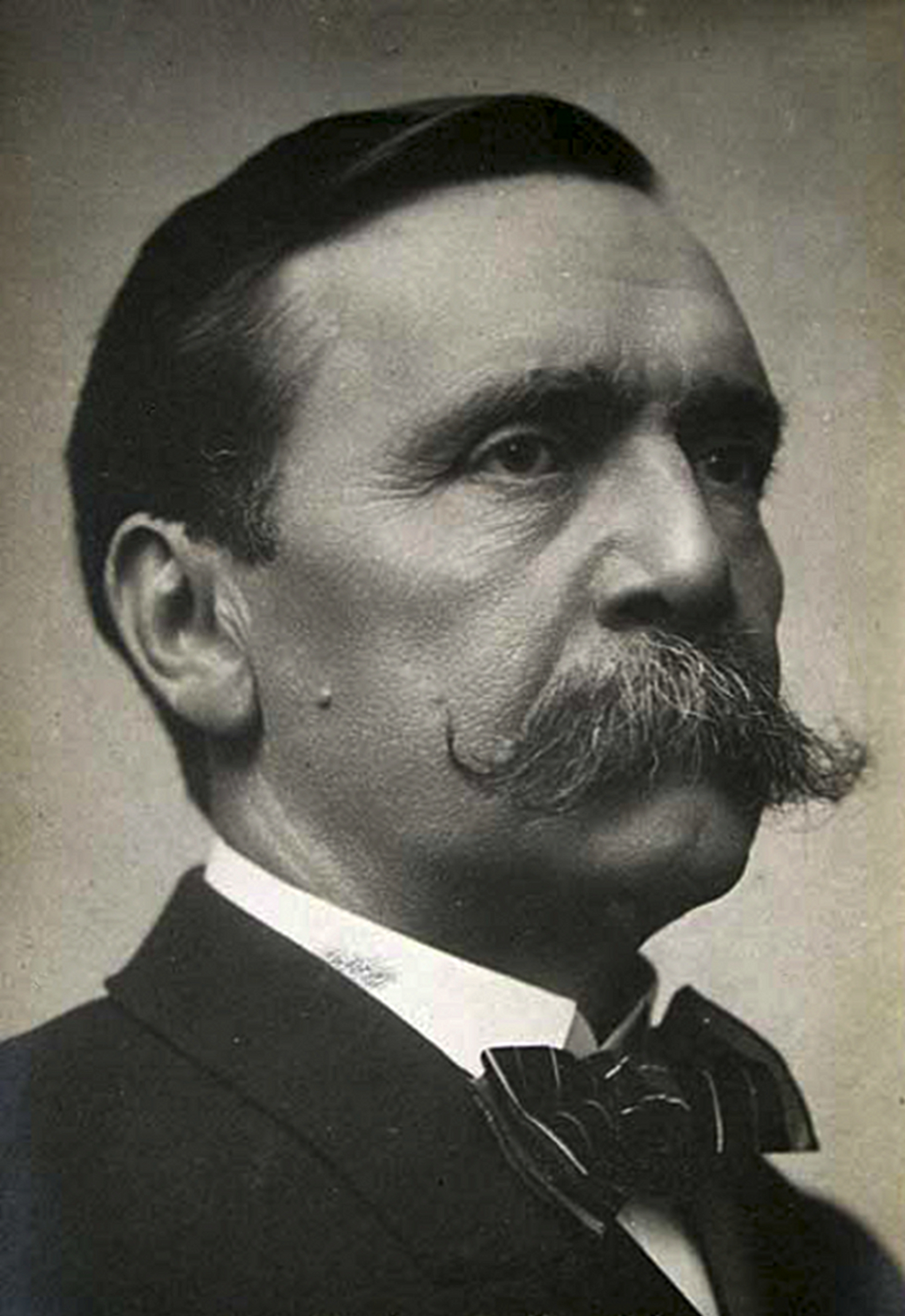
Carlos Pellegrini

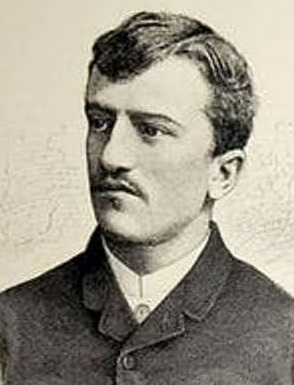
Luigi Rossi

- Baldassarre und Tommaso da Croglio (* um 1400 in Croglio; † nach dem 1440 ebenda), Maler, die im Chor der Kirche von Croglio ausgeführten Fresken hinterlassen. Die beiden Künstler beendigten ihr Werk am 24. Juli 1440[1]
- Antonio de Gasparino (* um 1475 in Croglio; † nach 1511 ebenda ?), Bildhauer, schuf in der Kirche Santa Maria Maggiore von Spello und in der Kirche San Francesco von Bevagna[2]

- Familie della Giovanna. 
  - Francesco und Giovanni Antonio della Giovanna (* um 1580 in Biogno Fraktion der Gemeinde Croglio; † nach 1616 ebenda), Söhne des Andrea, Baumeister, Ziegeleier in Martinengo[3]
  - Giovanni Domenico della Giovanna (* um 1580 in Biogno Fraktion der Gemeinde Croglio; † nach 1616 ebenda), Sohn des Andrea, Baumeister, Ziegeleier in Martinengo[4]
  - Giovanni Antonio della Giovanna (* um 1580 in Biogno Fraktion der Gemeinde Croglio; † nach 1616 ebenda), Sohn des Cristoforo, Baumeister, Ziegeleier in Martinengo[5]

- Giovan Maria Cerutti (* um 1655 in Castelrotto; † nach 1697 ebenda), Steinhauer, 1695–1697 leitete er die Arbeiten am Aussenbau des Rathauses von Zürich[6]
- Giuseppe Visconti (* 1689 in Castelrotto; † 1750 in Polen ?), Maler in Krakau und Jasna Góra[7]

- Familie Rossi. [8]
  - Luigi Rossi (* 16. April 1815 in Castelrotto; † 24. August 1885 ebenda), Politiker, Tessiner Grossrat[8]
  - Giuseppe Rossi (* 4. Januar 1825 in Castelrotto; † 10. Februar 1901 ebenda), Anwalt und Notar, Politiker, Tessiner Grossrat[8]
  - Giuseppe Rossi (* 4. Oktober 1846 in Castelrotto; † 16. Januar 1927 ebenda), Sohn des Luigi, Anwalt und Notar, Politiker, Tessiner Grossrat, vermachte fast sein ganzes Vermögen zur Stiftung des Spitals für Malcantone in Castelrotto[8]
  - Giovanni Rossi (1861–1926),  Arzt, Politiker, Tessiner Grossrat, Staatsrat (Präsident 1912, 1915, 1918)
  - Luigi Rossi (1864–1890), Anwalt und Politiker
  - Domenico Rossi (* 1. Juli 1867 in Castelrotto; † nach 1901 ebenda), Anwalt, Kantonsrichter[8]
  - Bernardo Rossi (* 28. November 1928 in Bielefeld; † 13. Januar 2012 in Como), aus Croglio, Maler, Zeichner, Aquarellist und Radierer[9]

Werbeanzeige des Kaufhaus Horten, 10. Mai 1936; „Deutsches Geschäft“

- Giovanni Bordonzotti (* 1819 in Castelrotto; † 1904 ebenda), Ingenieur projektierte und dirigiertete die Erbauung der Spinnerei Fogliardi in Melano[10]
- Carlos Pellegrini (1846–1906), Präsident von Argentinien
- Giovanni Marcoli (1856–1914), (Herkunftsort Biogno, Fraktion der Gemeinde Croglio), Priester, Monsignore, Gründer den Patronato Pro Mutis für die Erziehung und Betreuung der Gehörlosen in Brescia[11]
- Giuseppe Bordonzotti (* 3. November 1877 in Madonna del Piano (Gemeinde Croglio); † 17. April 1932 in Lugano), Architekt erbaute die Paläste Soldati und Gargantini in Lugano, den Hotel Brenscino in Brissago TI, restauriert die Kirche Sant’Antonio in Lugano[12][13]
- Amilcare Gasparini (* 16. Oktober 1888 in Croglio; † 23. Januar 1943 in Lugano), Politiker, Lehrer, Journalist, Leiter der Zeitung Libera Stampa, Tessiner Grossrat[14]
- Giovanni Grandi (* um 1890 in Castelrotto; † um 1960 ebenda), (Herkunftsort Breno TI), Friedensrichter der Kreis Sessa, Gründer der Società Pro Malcantone[15]
- Helmut Horten (1909–1987), deutscher Unternehmer, er wohnte in Croglio
- Romeo Grandi (* Um 1915 in Castelrotto; † um 1990 ebenda), Vater von Ellade, Sekundarlehrer, 1953 Präsident der Società Pro Malcantone und ehemaliger Direktor der Monathefts Il Malcantone[15]
- Fritz Andina (* 24. August 1905 in München; † 25. April 1985 in Locarno), Maler[16]
- Dina Paltenghi-Gardosi (* 24. April 1915 in Croglio; † 18. Juni 2005 in Lugano), Sekundarlehrerin, Politikerin (FDP.Die Liberalen), 1971 Tessiner Grossrätin[17]
- Giancarlo Zappa (* 16. September 1928 in Castelrotto; † 19. Januar 2010 in Lugano), Sekundarlehrer, Gründer des Museo del Malcantone in Curio TI, Regisseur an der RSI, er unterrichtete am Centro scolastico per le industrie artistiche (CSIA) in Lugano[18][19]
- Heinrich Bruppacher (* 23. Mai 1930 in St. Peter; † 15. August 2010 in Croglio), Maler, Zeichner und Grafiker schuf Stillleben, Landschaften, Bildnisse, Figurenbilder und Tachistische und geometrisch-abstrakte Bilder[20]
- Guerino Paltenghi (* 21. Mai 1935 in Croglio), Maler tätig in Château-d’Oex und Ponte Tresa TI, malt Landschaften, Stillleben und Figuren[21]
- Bruno Soldini (* 1939 in Croglio), Künstlerische Matura an der Accademia di Belle Arti di Brera, Regisseur, Filmemacher und Geschichtenerzähler, wohnt in Davesco-Soragno[22][23]
- Gian Franco Riboni (* 26. Oktober 1941 in Croglio), Maler, Architekt[24]
- Ferruccio Marcoli (* 1944 in Cademario; † 13. Oktober 2022 in Lugano), aus Biogno, Fraktion der Gemeinde Croglio, er studierte Psychopädagoge und Philosoph, Psychotherapeut und Sozialanalytiker gründete das Istituto Ricerche di gruppo in Lugano-Besso, dessen Stiftungsrat er heute vorsitzt, und ist Ehrenpräsident der Vereinigung für Generative Psychologie der italienischen Schweiz (APGSI). Er ist der Erfinder der Methode des Geschichtenerzählens und hat neben mehreren Essays die Bücher: Wilfred R. Bion e le esperienze nei gruppi. Armando Roma, 1988; Il pensiero affettivo. Red Como, 1997; Bello è il brutto, brutto il bello. Edizioni IRG Lugano, 2004, 2010; L’individuo eccezionale. Edizioni IRG Lugano, 2010; Il pensiero affettivo. Edizioni IRG Lugano, 2013[25].
- Ellade Grandi Camponovo (* 1945 ? in Castelrotto), Tochter von Romeo, Sekundarlehrerin, Freiwillige Helferin in Ecuador[26][27]
- Gianfranco Berva (* 23. Februar 1945 in Castelrotto) Musiker, Komponist, er studierte unter Piero Damiani in Lugano, Production sound mixer an der Radiotelevisione Svizzera TSI[28]
- Fabio Andina (* 20. Mai 1972 in Croglio), Schriftsteller, Dichter, Filmkritiker[29][30]